# 상주중학교 (경북)
상주중학교(尙州中學校)는 대한민국 경상북도 상주시 만산동에 있는 공립 중학교이다.

## 학교 연혁
- 1936년 6월 18일 : 상주공립농업실수학교 개교
- 1947년 2월 5일 : 초대 최동우 교장 취임
- 1948년 11월 5일 : 중덕리에서 현 위치로 이전
- 1950년 5월 21일 : 교명을 상주중학교로 변경(4년제)
- 2012년 2월 5일 : 천봉관(체육관, 급식소) 증축공사 준공
- 2018년 12월 19일 : 운동부 트레이닝장 및 휴게소 시설 개선
- 2018년 12월 29일 : 풋살장 설치
- 2020년 10월 29일 : 다목적 구장 준공
- 2021년 1월 22일 : 그린스마트 미래학교 사업 선정
- 2023년 2월 9일 : 제77회 졸업식(128명) 누계 24,207명
- 2023년 3월 2일 : 2023학년도 신입생 입학(124명)
- 2023년 9월 1일 : 제34대 오세경 교장 부임

## 참고 자료
- 상주중학교 - 한국교육학술정보원 학교알리미